# Páncrates de Alejandría
Páncrates de Alejandría o Pancracio de Alejandría (Παγκρατης, Παγκράτιος Pankrates, Pankratios) fue un poeta griego del siglo II. 

## Obra
Escribió un epilio sobre el emperador Adriano y su favorito Antínoo durante la caza al león. Del poema, se han conservado cuatro hexámetros sobre la «flor de Antínoo», transmitidos por Ateneo. El estilo del poema era muy patético y culto. Los versos están conservados en dos papiros fragmentarios.
La identificación con el mago de Adriano, Pachates, es insegura.